# Stenodontus tagalogator
Stenodontus tagalogator är en stekelart som beskrevs av Diller 2004. Stenodontus tagalogator ingår i släktet Stenodontus och familjen brokparasitsteklar. Inga underarter finns listade i Catalogue of Life.